# Pere Falqués i Urpí
Pere Falqués i Urpí   (Sant Andreu de Palomar, 1850 - Barcelona, 8 d'agost de 1916) fou un arquitecte modernista català.

## Biografia
Va obtenir el títol d'arquitecte el 26 de novembre de 1873. El 1874 accedí al seu primer càrrec públic, el d'arquitecte municipal de Sant Andreu de Palomar, on el seu pare ocupava la Regidoria d'Obres Públiques; el 1875 va substituir a Antoni Rovira i Trias en el càrrec d'arquitecte municipal de Sant Martí de Provençals; el 1877 afegí el càrrec d'arquitecte consultor de Badalona; el 1889 a la plaça d'arquitecte municipal de Barcelona, en competència amb el seu amic Domènech i Montaner, i fou nomenat cap del cos de bombers, càrrec que va ocupar fins a la seva mort sobtada, de resultes d'una pulmonia, el 1916. Fou president de l'Associació d'Arquitectes de Catalunya de 1899 a 1900.
Va col·laborar a l'Exposició Universal de 1888, on va dissenyar el palau de les Ciències i el de l'Agricultura. El 1889 guanyà el concurs per a remodelar la plaça de Catalunya, eliminant les construccions que caòticament s'havien instal·lat des de l'enderrocament de les muralles.
En la seva etapa d'arquitecte municipal va executar notables obres, com el plànol topogràfic de la ciutat, reformes del Gran Teatre del Liceu, la tinença d'Alcaldia (actual seu del districte de l'Eixample), va treballar també en la reorganització del Parc de la Ciutadella, una de les zones verdes més grans de la ciutat.
Va realitzar reformes a la Casa de la Ciutat: construí l'escala d'honor (posteriorment modificada per Florensa); va canviar el mobiliari de la sala de plens per l'actual d'estil Alfonsí i en la mateixa sala va instal·lar la claraboia. També va impulsar la construcció dels túnels de la Via Laietana el 1913, tot i que el metro no es construí fins al 1926.
Va dissenyar diversos fanals de ferro com els del passeig de Lluís Companys, del Cinc d'Oros (actualment a l'avinguda de Gaudí) i els molt coneguts bancs-fanals del passeig de Gràcia decorats amb trencadís. El 1883 i per encàrrec de la Societat Espanyola d'Electricitat va dissenyar uns fanals per a la Plaça de Catalunya de Barcelona.

## Obres

### Badalona
| Any  | Nom            | Localització                                                             | Descripció | Foto           |
| ---- | -------------- | ------------------------------------------------------------------------ | --- | -------------- |
| 1889 | Mercat Maignon | Plaça Maignon 41° 26′ 53.55″ N, 2° 14′ 50.3″ E / 41.4482083°N,2.247306°E | Va ser construït per l'ajuntament als terrenys d'Esteve Maignon, hisendat de Barcelona que va promoure l'obertura dels carrers de Lleó i d'Arnús. Aleshores Falqués era arquitecte municipal de Badalona. Com a altres mercats bastits per Falqués, predomina l'ús del maó, en aquest cas, combinat amb pedra artificial. Va ser el primer mercat de la població i l'únic fins al 1926. L'edifici va ser reformat el 1976-77, en què es van canviar part de les vidrieres i es va afegir un cel ras que millora les condicions climàtiques, però amaga l'estructura original. | Mercat Maignon |

### Barcelona
| Any       | Nom                                                                             | Localització                                                                                          | Descripció | Foto                                          |
| --------- | ------------------------------------------------------------------------------- | --- | --- | --------------------------------------------- |
| 1881      | Església de Sant Andreu de Palomar                                              | Plaça Orfila 41° 26′ 10.62″ N, 2° 11′ 29.44″ E / 41.4362833°N,2.1915111°E                             | Església construïda sobre un temple del segle xii. El 1882, només a un any de la seva inauguració, va caure la cúpula. La reconstrucció i ampliació de la cúpula fou obra de Domènech i Estapà. Incendiada a la Setmana Tràgica (1909) i a la Guerra Civil espanyola (1936) i afectada pel metro el 1965, fou acabada de restaurar el 1985. | Parròquia de Sant Andreu de Palomar           |
| 1882      | Torre de les Aigües del Besòs                                                   | Selva de Mar, 9 41° 24′ 21″ N, 2° 12′ 44″ E / 41.40583°N,2.21222°E                                    | La seva primera funció fou extreure l'aigua del riu Besòs. En principi, l'objectiu era comercialitzar-la però el projecte no es va portar a terme, ja que mai s'aconseguí que foren potables i aptes per al consum de la ciutat. Posteriorment, la torre va passar a formar part de la desapareguda fàbrica metal·lúrgica dels germans Girona on es varen construir trens, tramvies, vagons de metro i escales mecàniques. | Torre Macosa                                  |
| 1882-1885 | Casa Manuel Camps                                                               | Santa Anna, 26-28 i Bertrellans, 6 41° 23′ 7.76″ N, 2° 10′ 19.20″ E / 41.3854889°N,2.1720000°E        | Edifici de planta baixa i quatre pisos, amb un cos de planta baixa que dona al carrer de Bertrellans, sobre el qual hi ha un jardí elevat. La composició de les façanes es simètrica a ambdós carrers, amb cinc faixes verticals d’obertures emmarcades per columnes, que alternen amb plafons de maó vist de mida variable; els més grans presenten sengles medallons de terracota que representen una dona i un geni alat, obra de Francesc Font i Pons. |                                               |
| 1884-1889 | Mercat del Clot                                                                 | Plaça Mercat, 26 41° 24′ 27.54″ N, 2° 11′ 19.38″ E / 41.4076500°N,2.1887167°E                         | Edifici de planta rectangular i coberta a dues vessants, dividit interiorment en tres naus. L'estructura és metàl·lica a base d'encavallades i tancament d'obra vista amb elements decoratius de pedra. A les dues façanes principals hi trobem també elements decoratius de ceràmica. A la darrera reforma (1995) els paraments de lamel·les de fusta que permetien la ventilació han estat substituïts per panys vidriats. | Mercat del Clot                               |
| 1888      | Ca la Vila (Sant Martí de Provençals) Seu del districte de Sant Martí (reforma) | Plaça Valentí Almirall, 1 41° 23′ 22.30″ N, 2° 11′ 1.20″ E / 41.3895278°N,2.1836667°E                 | Edifici de planta pràcticament quadrada, de planta baixa i dos pisos, construït com a seu de l'Ajuntament de Sant Martí de Provençals. El conjunt està presidit per una torre de pissarra grisa, amb cúpula de racó de claustre, que és una reducció de la cèlebre Mole Antonelliana de Torí, acabada amb una torre amb un rellotge i envoltada per un balcó de ferro. | Ca la Vila                                    |
| 1887-1888 | Palau de les Ciències Palau de l'Agricultura                                    | Passeig Pujades 41° 24′ 32.24″ N, 2° 11′ 31.04″ E / 41.4089556°N,2.1919556°E                          | Guanya el concurs per a construir aquests dos palaus efímers per a l'exposició de 1888. Estaven ubicats al Passeig Pujades. El de Ciències, amb una façana de 96 metres, estava a la cantonada amb el Passeig Lluís Companys i el d'Agricultura al seu costat, separats pel carrer Roger de Flor. Destruïts després de l'Exposició. | Palau de les Ciències                         |
| 1893      | Seu del districte de l'Eixample                                                 | Aragó, 311 41° 23′ 43.0″ N, 2° 10′ 06.88″ E / 41.395278°N,2.1685778°E                                 | Edifici d'estil historicista medievalista, amb tres grans arcades apuntades que marquen l'accés al vestíbul des del carrer. Cal destacar les reixes de ferro que les tanquen, que són del mateix material que el desaparegut pinacle i que, per damunt de la cornisa, centrava la façana. Va tenir una reforma els anys 80 i 90 que ha mantingut les característiques essencials de l'interior de l'edifici. | Seu del districte de l'Eixample               |
| 1894      | Casa dels Lleons                                                                | Parc de la Ciutadella 41° 23′ 17.0″ N, 2° 11′ 27.0″ E / 41.388056°N,2.190833°E                        | Edifici d'estil neomudèjar construit com a arquitecte municipal de Barcelona per allotjar alguns dels grans felins de la col·lecció zoològica del Parc de la Ciutadella. Es caracteritza per la seva façana principal amb arcades de ferradura i realitzada amb maó vist en dues tonalitats. També va construir altres dependències d'animals, ja desaparegudes. | Seu del districte de l'Eixample               |
| 1896-1899 | Central Vilanova (Central Catalana d'Electricitat)                              | Av. Vilanova, 12 41° 23′ 32.05″ N, 2° 10′ 53.70″ E / 41.3922361°N,2.1815833°E                         | Edifici d'ús industrial construït en pedra i maó vist combinat amb elements de ferro que accentuen alguns elements constructius amb caràcter propi de l'arquitectura de Falqués. Destaca la porta principal formada d'elements de pedra i ceràmica vidriada. S'ha d'esmentar que la façana tenia inicialment un coronament encara més vistós que l'actual. | Central Catalana d'Electricitat               |
| 1897-1901 | Monument a Rius i Taulet                                                        | Passeig Lluís Companys i Pujades 41° 23′ 20.48″ N, 2° 10′ 59.97″ E / 41.3890222°N,2.1833250°E         | Es tracta d'un projecte de Falqués, aleshores arquitecte municipal, amb l'escultor Manuel Fuxà. El formen un basament i un obelisc de pedra. Als angles del primer, entre les inscripcions de les quatre cares, hi ha relleus de bronze al·lusius als monuments aixecats durant el mandat de Rius i Taulet. També són en bronze el bust de l'alcalde i la resta d'escultures. Al·legories figurades: el Treball i Barcelona, drets damunt el pedestal; adossada a la part posterior del monòlit, la Fama, alada; tres petits genis simbolitzen la Indústria, la Ciència i l'Art. | Monument a Rius i Taulet                      |
| 1899-1901 | Casa Bonet                                                                      | Gran Via Corts Catalanes, 587/Balmes, 20 41° 23′ 15.43″ N, 2° 9′ 54.86″ E / 41.3876194°N,2.1652389°E  | Edifici en cantonada de soterrani, planta baixa i quatre pisos, propietat del doctor Joaquim Bonet i Amigó (1852-1913); els plànols foren signats per l'arquitecte Antoni Costa i Guardiola. Va ser destruït en el bombardeig de març de 1938, i en el seu emplaçament s'alça l'edifici de l'Institut Català de la Salut | Casa Bonet                                    |
| 1902      | Casa Laribal (Antiga Central Telefònica)                                        | Avinyó, 11 41° 23′ 29.5″ N, 2° 9′ 57.34″ E / 41.391528°N,2.1659278°E                                  | És tracta d'un edifici encarregat per Josep Laribal, director del diari El Diluvio, i signat per Lluís de Miguel i Roca, on Falqués feia de mestre d'obres. Llevat del darrer pis i el coronament, la resta de la façana és de pedra amb un estil eclèctic. Actualment és un hostal per a joves. | Antiga central telefònica del carrer d'Avinyó |
| 1906      | Bancs-fanals                                                                    | Passeig de Gràcia 41° 23′ 29.5″ N, 2° 9′ 57.34″ E / 41.391528°N,2.1659278°E                           | Es tracta de trenta-dos bancs construïts amb el clàssic trencadís del modernisme català i subjectes als bancs es troben els fanals, constituint una única peça, els fanals són de ferro forjat amb el característic coup de fouet, realitzats al taller de fosa de Manuel Ballarín. | Banc-fanal                                    |
| 1906      | Casa Bonaventura Ferrer                                                         | Passeig de Gràcia, 113 41° 23′ 49.32″ N, 2° 9′ 30.44″ E / 41.3970333°N,2.1584556°E                    | Casa de 4 pisos amb façana de pedra treballada al voltant de la porta principal i la tribuna del primer pis. Destaca la finestra de la planta baixa i el ferro forjat dels balcons. | Casa Bonaventura Ferrer                       |
| 1906      | Monument a Serafí Pitarra                                                       | la Rambla 41° 22′ 43.28″ N, 2° 10′ 23.65″ E / 41.3786889°N,2.1732361°E                                | Monument previst des del 1896, Falqués ho dissenyà amb l'escultor Agustí Querol. Un basament de pedra sobre el qual s'eleva un pedestal de marbre en forma de número dos. Coronant el conjunt l'estàtua sedent en marbre de l'escriptor. | Monument a Serafí Pitarra                     |
| 1911      | Antiga Escola Municipal d'Arts i Oficis (actual Institut Caterina Albert)       | Rogent, 51 41° 24′ 38.73″ N, 2° 10′ 56.68″ E / 41.4107583°N,2.1824111°E                               | Concebut inicialment com a alberg per a gent sense sostre, va passar més tard a funcions docents. Destaca l'ús dels materials i solucions formals pròpies del modernisme com ara el maó vist, la ceràmica vidriada, el ferro forjat, així com les majòliques pintades al cartell que indica l'ús original de l'edifici i l'escut de l'Ajuntament situat al cos central. Va estar realitzat conjuntament amb Antoni de Falguera. A la façana hi figura la signatura d'ambdós arquitectes.                                                                                         | Escola d'arts i oficis                        |
| 1913      | Mercat de Sants                                                                 | Sant Jordi, 6 41° 22′ 28.71″ N, 2° 08′ 00.90″ E / 41.3746417°N,2.1335833°E                            | El projecte és de 1898, però es va inaugurar el 1913. Té moltes similituds amb el contemporani mercat de Sarrià obra d'Arnau Calvet i Peyronill i segueix un patró allunyat del modernisme i més propi de l'estètica de l'Exposició Universal de 1888. | Mercat de Sants                               |
| 1913      | Casa de la Lactància                                                            | Gran Via de les Corts Catalanes, 475-477 41° 22′ 48.38″ N, 2° 09′ 20.00″ E / 41.3801056°N,2.1555556°E | Falqués va iniciar el projecte el 1907, però el 1908 va ser canviat i dirigit pel seu deixeble Antoni de Falguera qui el va acabar el 1913. Dissenyat per a atendre "els fills dels infeliços que es troben sense possibilitats", actualment és un casal d'avis. Hi destaquen els mosaics de Lluís Brú. | Casa de lactància                             |
| 1915      | Central de bombament d'aigües de Montcada                                       | Ctra. Ribes, 103-111 41° 27′ 16.32″ N, 2° 11′ 22.00″ E / 41.4545333°N,2.1894444°E                     | El projecte és de 1899, però no es va dur a terme fins al 1915-1917. Son un conjunt d'edificis exempts, alguns de planta única i d'altres amb planta soterrani units subterràniament mitjançant els canals de conducció d'aigua. És una construcció de transició entre el modernisme i el noucentisme amb influències Sezession vienesa. | Central de bombament d'aigües de Montcada     |
| 1915      | Remodelació de l'Arsenal en Museu de Belles Arts                                | Parc de la Ciutadella 41° 23′ 16.32″ N, 2° 11′ 19.44″ E / 41.3878667°N,2.1887333°E                    | L'edifici de l'arsenal de l'antiga ciutadella s'havia de transformar funcionalment per a uns fins absolutament diferents. D'un magatzem-fortalesa havia de passar a palau i museu afegint-li les dues ales laterals. Aquesta adaptació va merèixer el premi especial del jurat al concurs anual d'edificis artístics el 1915. Quan el 1931 l'edifici va acollir el Parlament de Catalunya, una de les seves ales es va mantenir com a museu fins als anys 1990 en què va ser integrat al MNAC.                                                                                   | Parlament de Catalunya (antic Arsenal)        |